# Арсоли

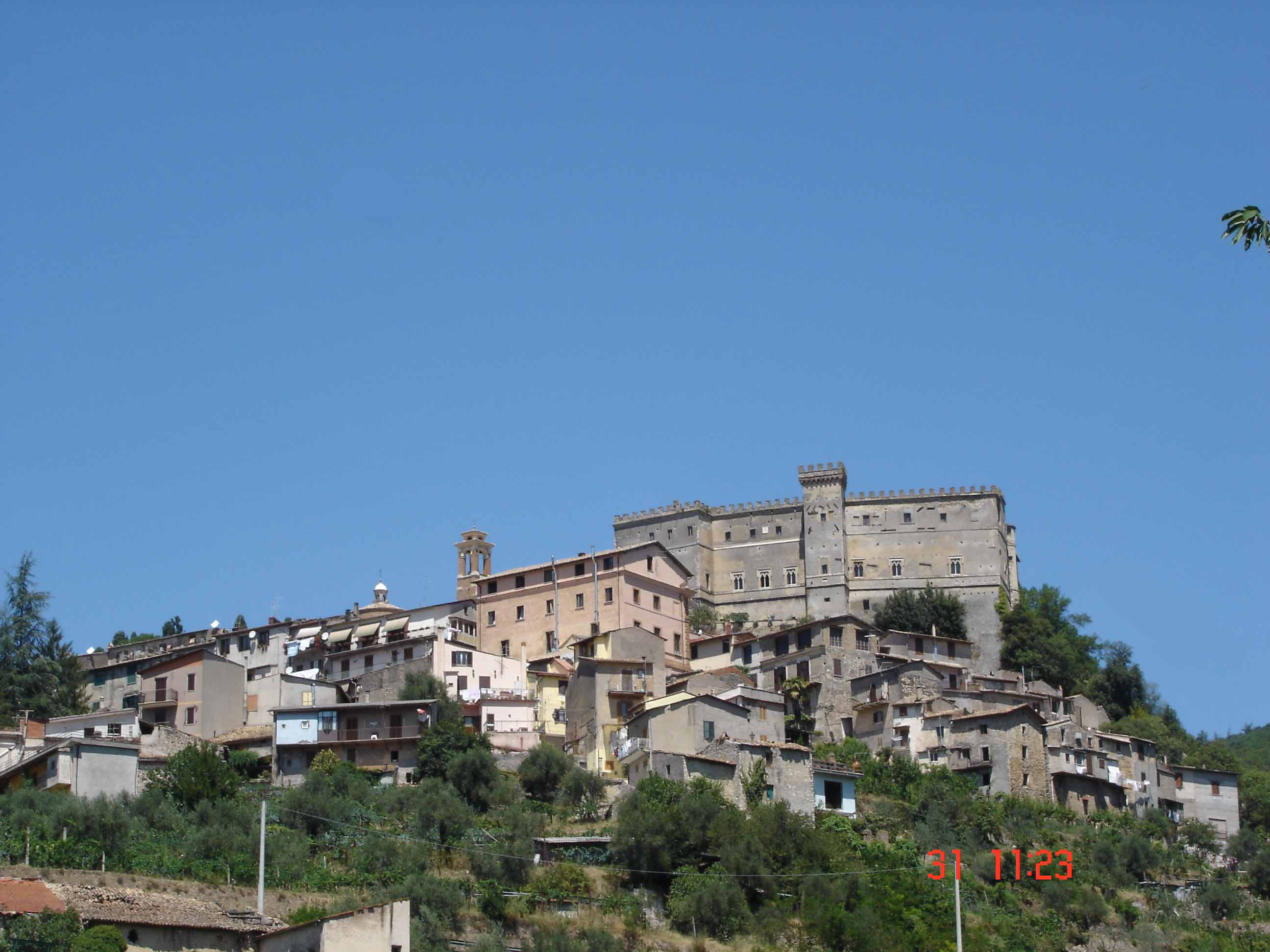
Castello Massimo

А́рсоли (итал. Arsoli) — коммуна в Италии, расположена в области Лацио, подчинена административному центру Рим (провинция).
Население коммуны, на 01.01.2024 года, составляет 1367 человек, плотность населения ─ 112,06 чел./км². Занимает площадь 12,20 км². Почтовый индекс — 00023. Телефонный код — 0774.
Покровителем города почитается святой апостол Варфоломей, празднование 24 августа.